# غيليس فنسنت
غيليس فنسنت (بالفرنسية: Gilles Vincent)‏ هو كاتب فرنسي، ولد في 11 سبتمبر 1958 في إيسي ليه مولينو في فرنسا.